# Бристоль (готель)
Готель «Бристоль» (за часів СРСР — рос. гостиница «Красная») — приватний об'єкт готельного призначення, що розташований в місті Одесі за адресою: вулиця Італійська, будинок 15 (на розі із вулицею Ніни Строкатої).

## Історія

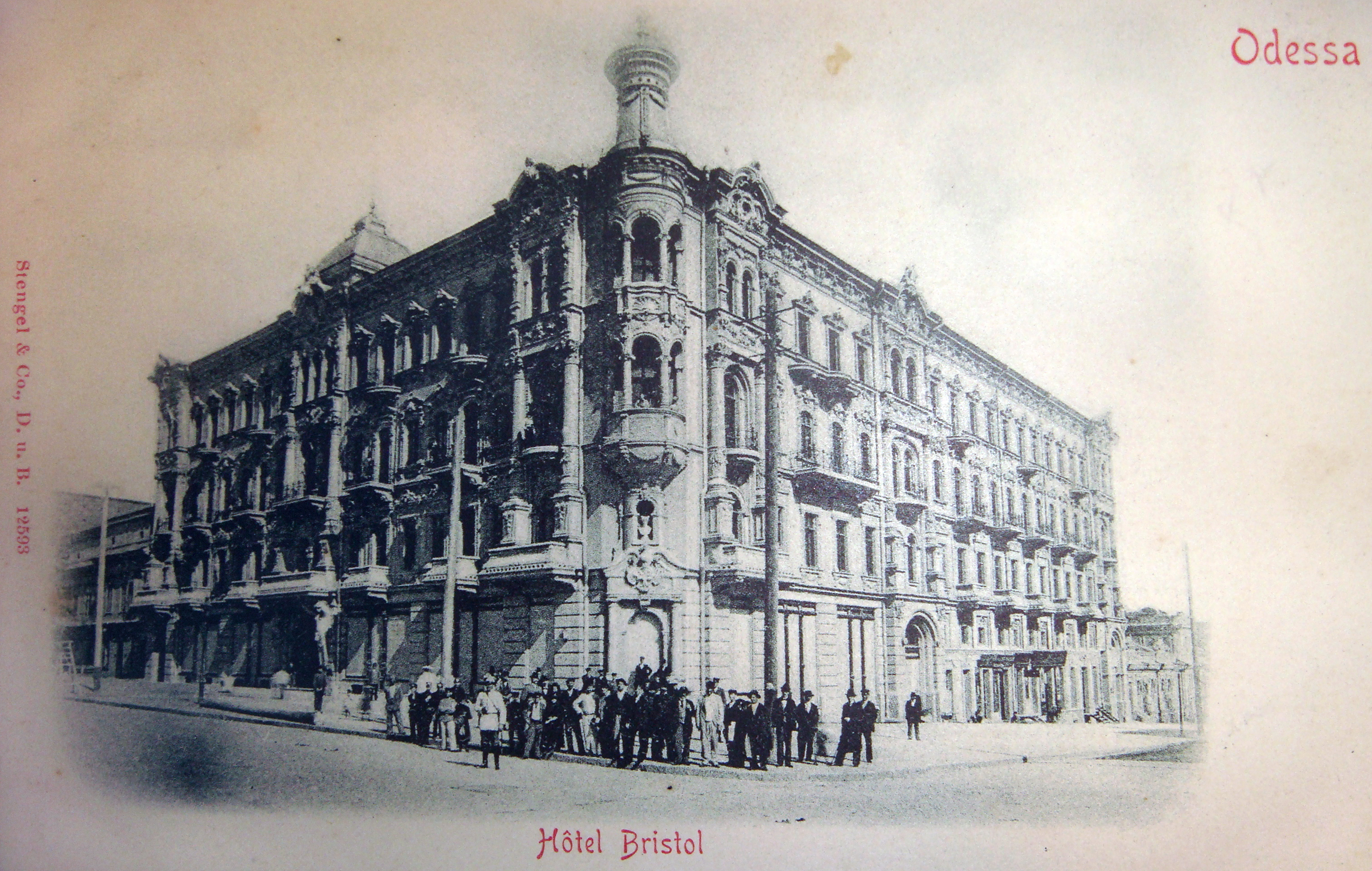
Листівка початку XX століття із зображенням готелю Брістоль

Готель був побудований в 1898–1899 роки за проєктом архітекторів Олександра Бернардацці і Адольфа Мінкуса навпроти будівлі Купецької біржі і поруч з будівлею Державного банку, і на той час і зараз один з найкрасивіших готелів Одеси. Раніше на цьому місці знаходився прибутковий будинок купця Наума Юровского. Будівля виконана у стилі Відродження з елементами бароко. Він був першим 4-поверховим готелем міста Одеси. Будівля готелю має статус пам'ятки архітектури.
У 2014 році готель «Бристоль» був приєднаний до міжнародного готельного оператора Starwood Hotels & Resorts, який на той час працював у 30 країнах світу. Однак, співробітництво не тривало довго в зв'язку з тим, що Starwood Hotels & Resorts в 2016 році було продано за $13,6 млрд американському готельному оператору Marriott.

### Реконструкція

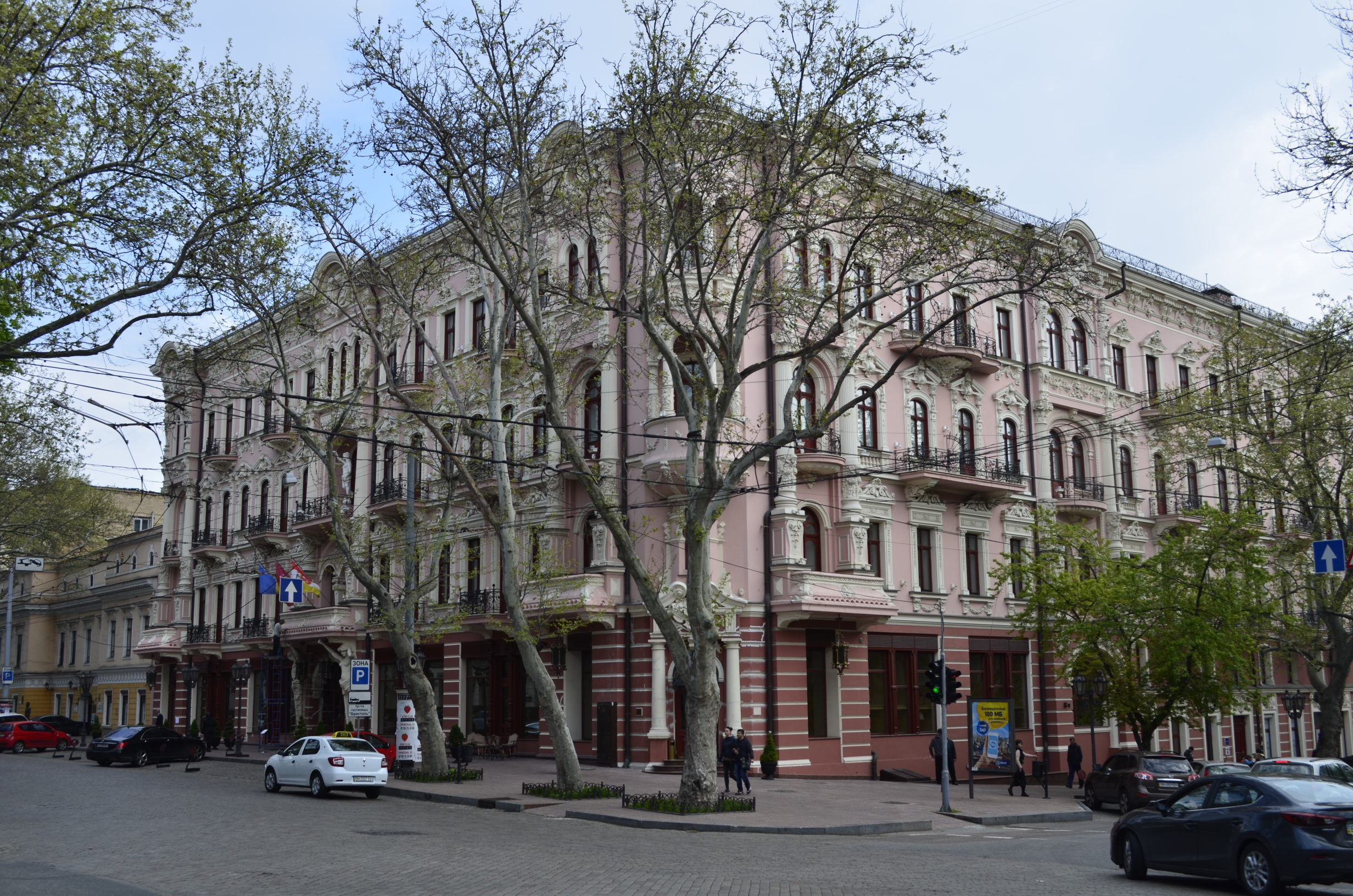
Вид готелю з боку перехрестя

З 2002 по кінець 2010 року готель був закритий на реконструкцію. 15 грудня 2010 року, після дев'яти років реставрації, готель було заново відкрито та він почав приймати гостей міста. Оновлений «Бристоль» став третім 5-зірковим готелем у місті. Відновлений «Бристоль» майже повністю відповідав тому, що побудував Бернардацці. Італійські меблі від відомої компанії Angelo Cappellini. До речі, історичний «Бристоль» був обставлений меблями цієї ж марки. Ручна ліпка була відновлена за архівними фото. Багато чого в готель було привезено з Італії, наприклад мармур, люстри, сантехніка, килимові покриття, шовкові шпалери. Архітектори оцінюють вартість реконструкції готеля у $17,5 млн. В результаті реконструкції в готелі також з'явився спа-центр з басейном.

### Під час російського вторгнення в Україну

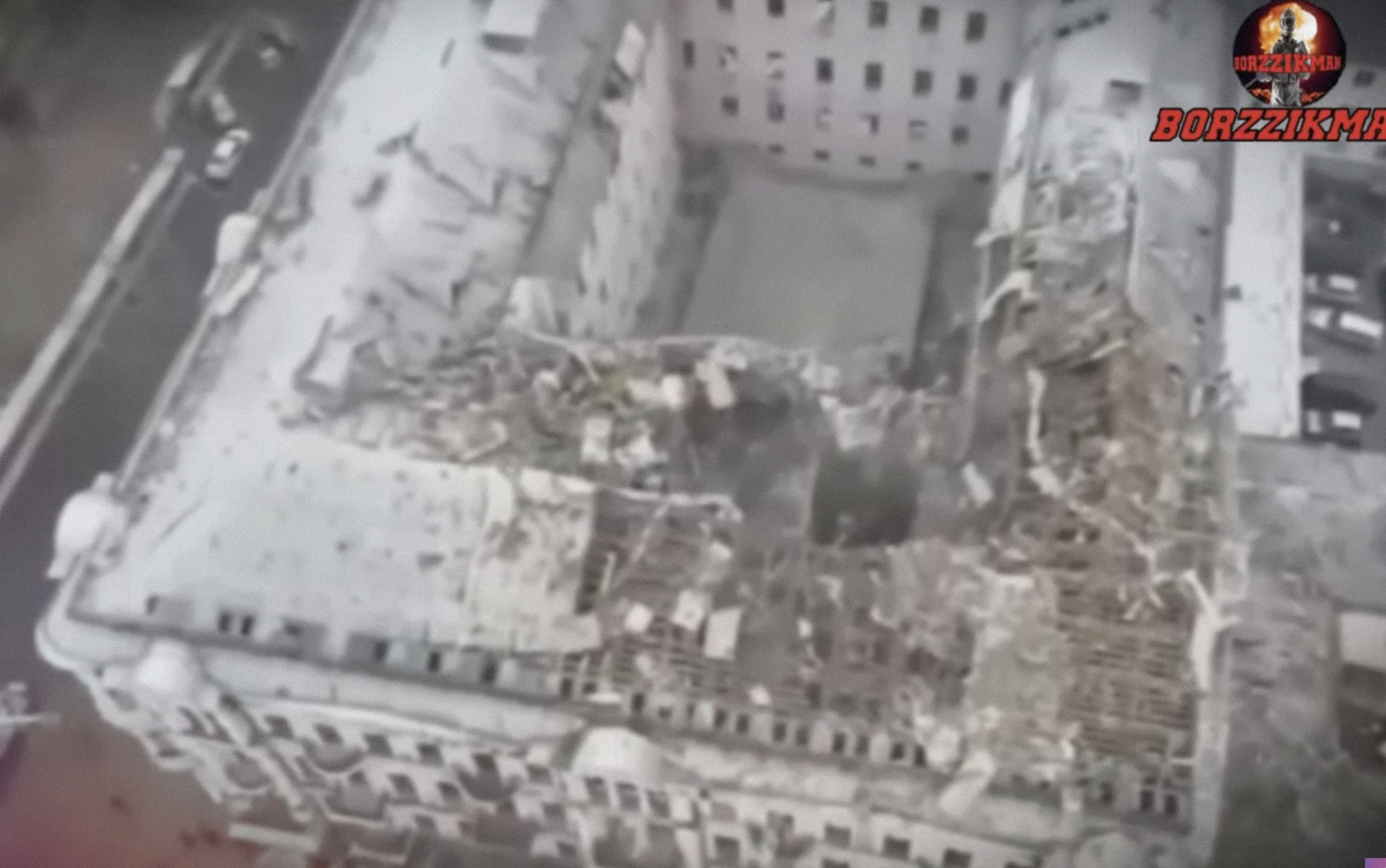
Пошкодження готелю після бомбардування

31 січня 2025 року в результаті російського ракетного удару по місту готель було серйозно пошкоджено.

## Відомі гості готелю
- у січні 1926 року — Теодор Драйзер;
- у 1929 році — Анрі Барбюс;
- у 1940 році — Джовані Джермането;
- 22-25 травня 1941 року — Віллі Бредель;
- 8-21 жовтня 1935 року — Фрідрих Вольф;
- 1925 року — Дем'ян Бєдний;
- Іван Бунін;
- Віра Холодна;
- Джеймс Олдрідж[11][12].

## Власники
Станом на січень 2025 року готель «Бристоль» перебуває в управлінні компанії Vertex United.

### Акціонери
Основними акціонерами і власниками компанії Vertex United є одеські бізнесмени Борис Кауфман та Олександр Грановський.

## Галерея

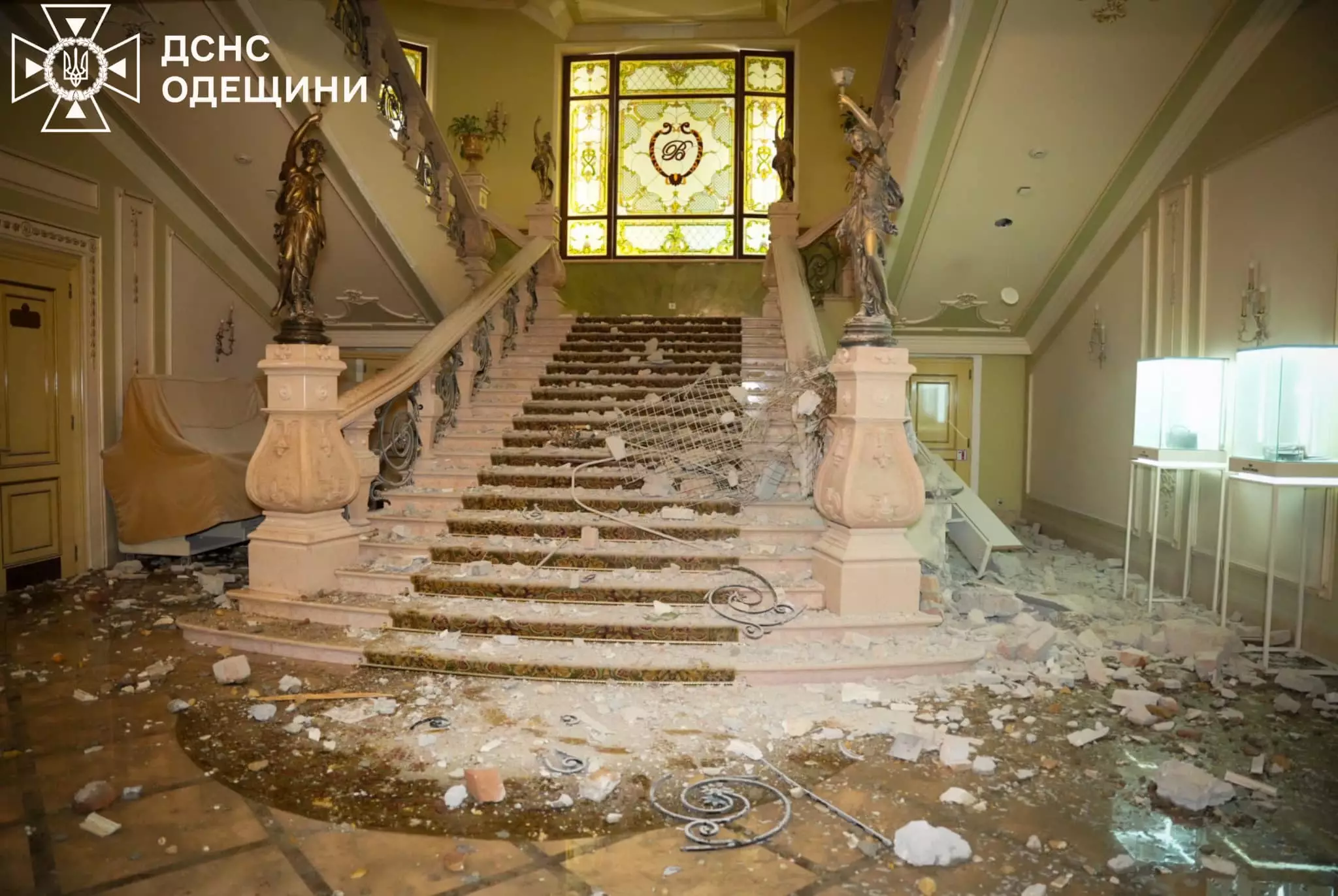
Інтер'єр готелю після бомбардування
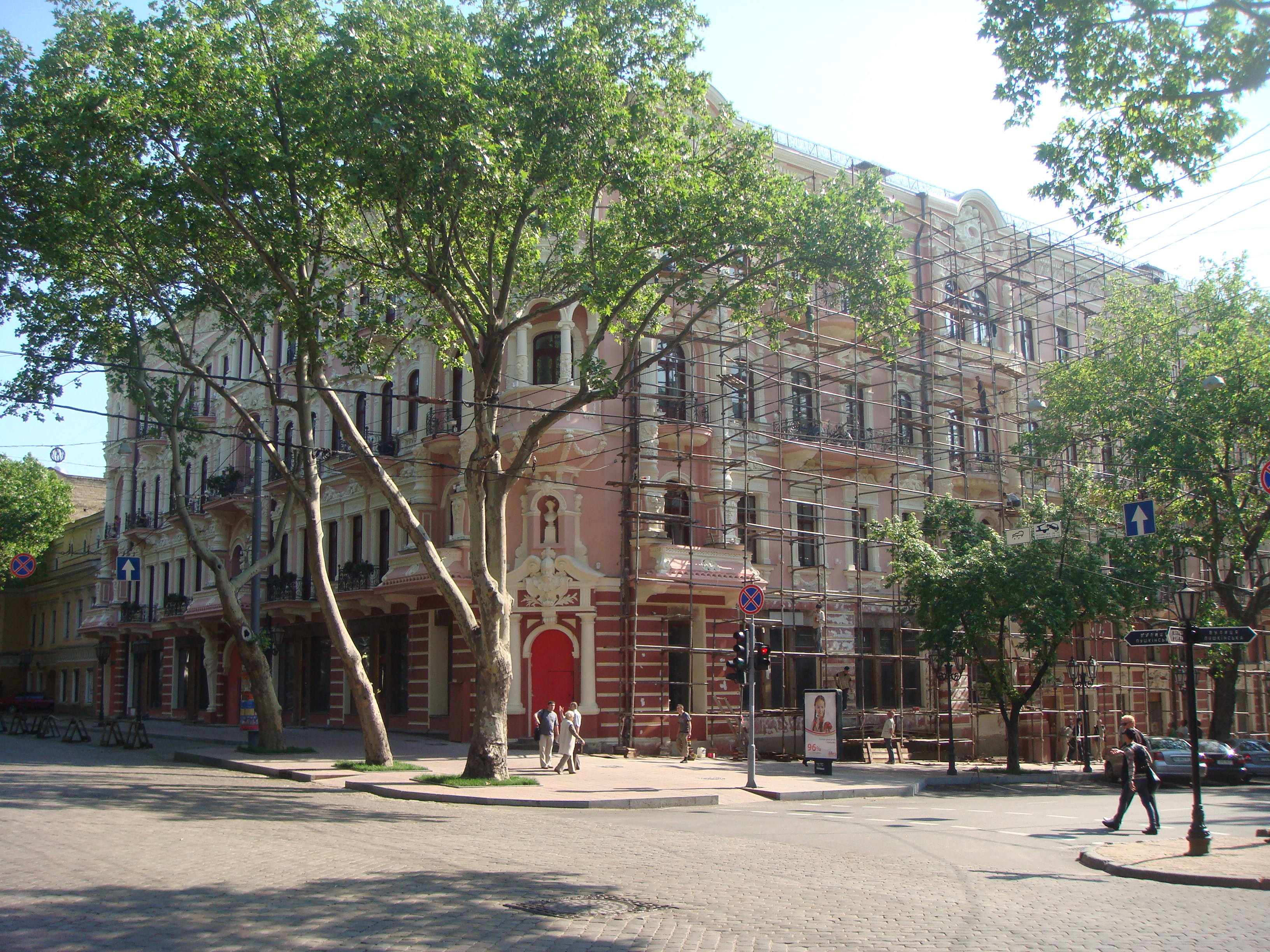
Готель під час реконструкції
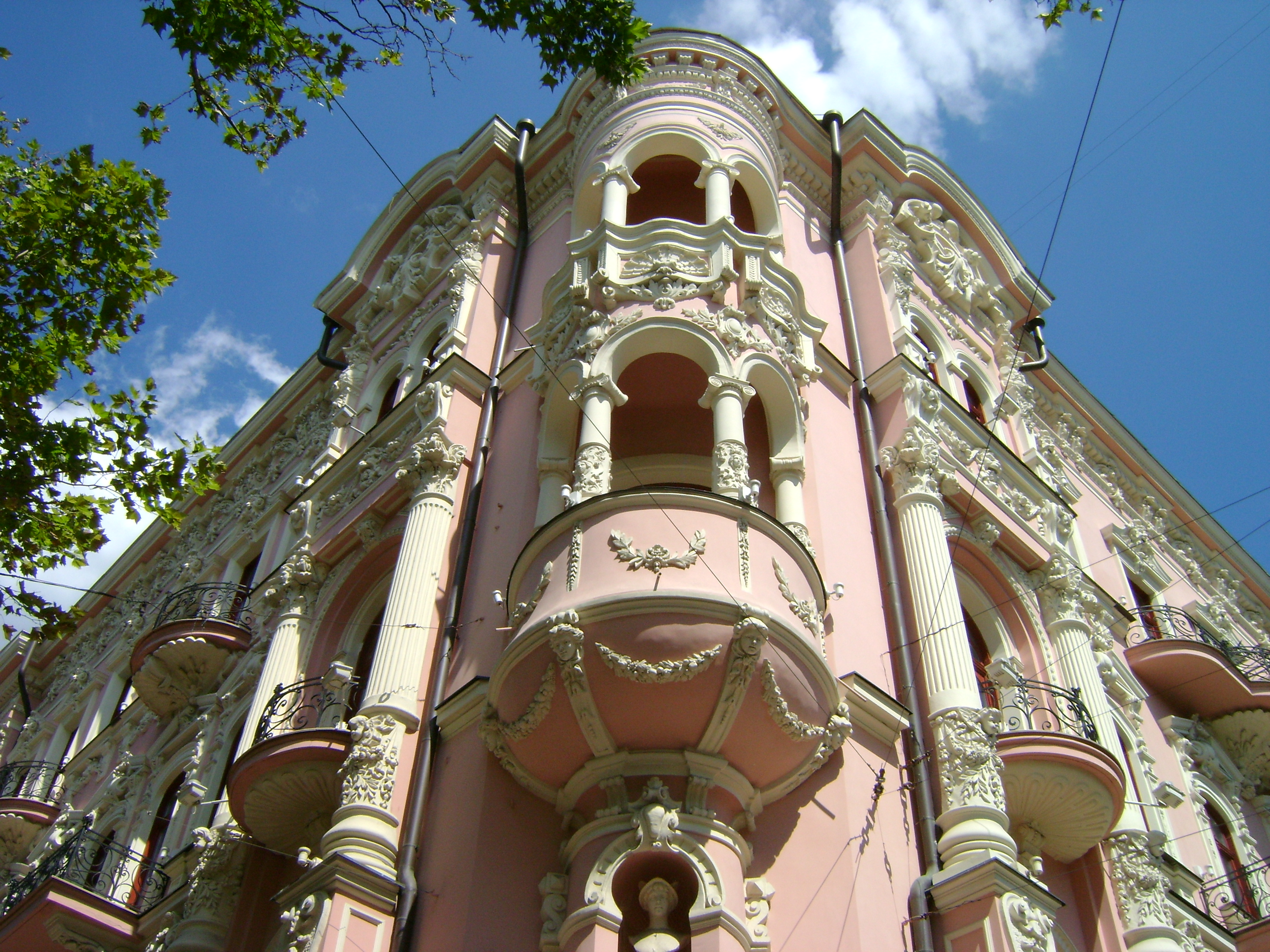
Фасад будівлі
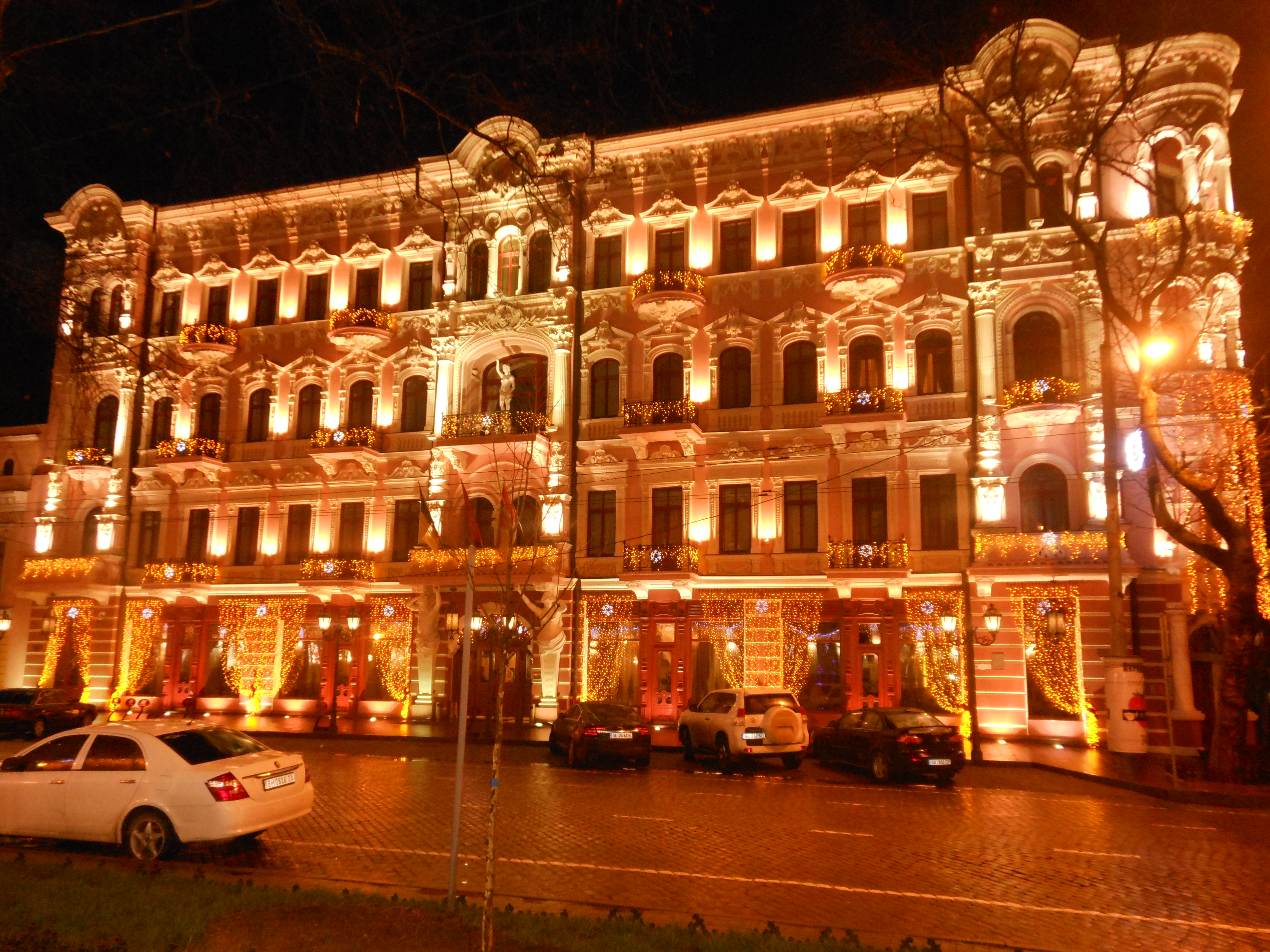
Готель вночі
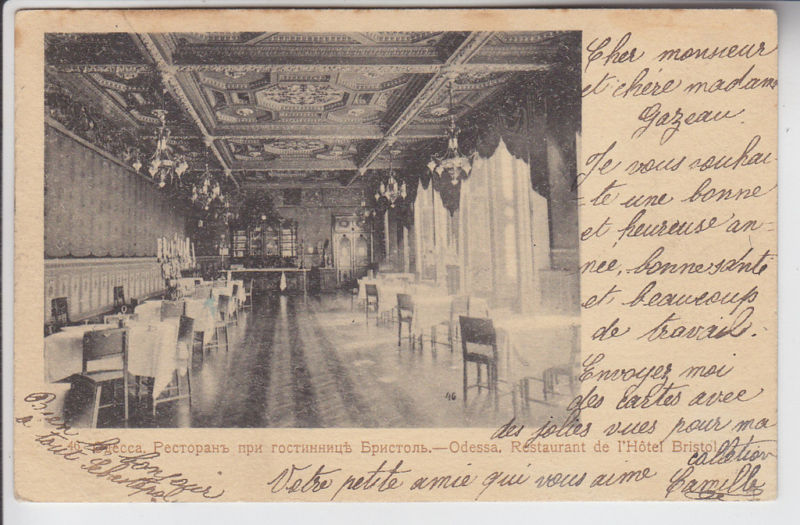
Інтер'єр ресторану при готелі «Бристоль» на листівці 1900-х років.
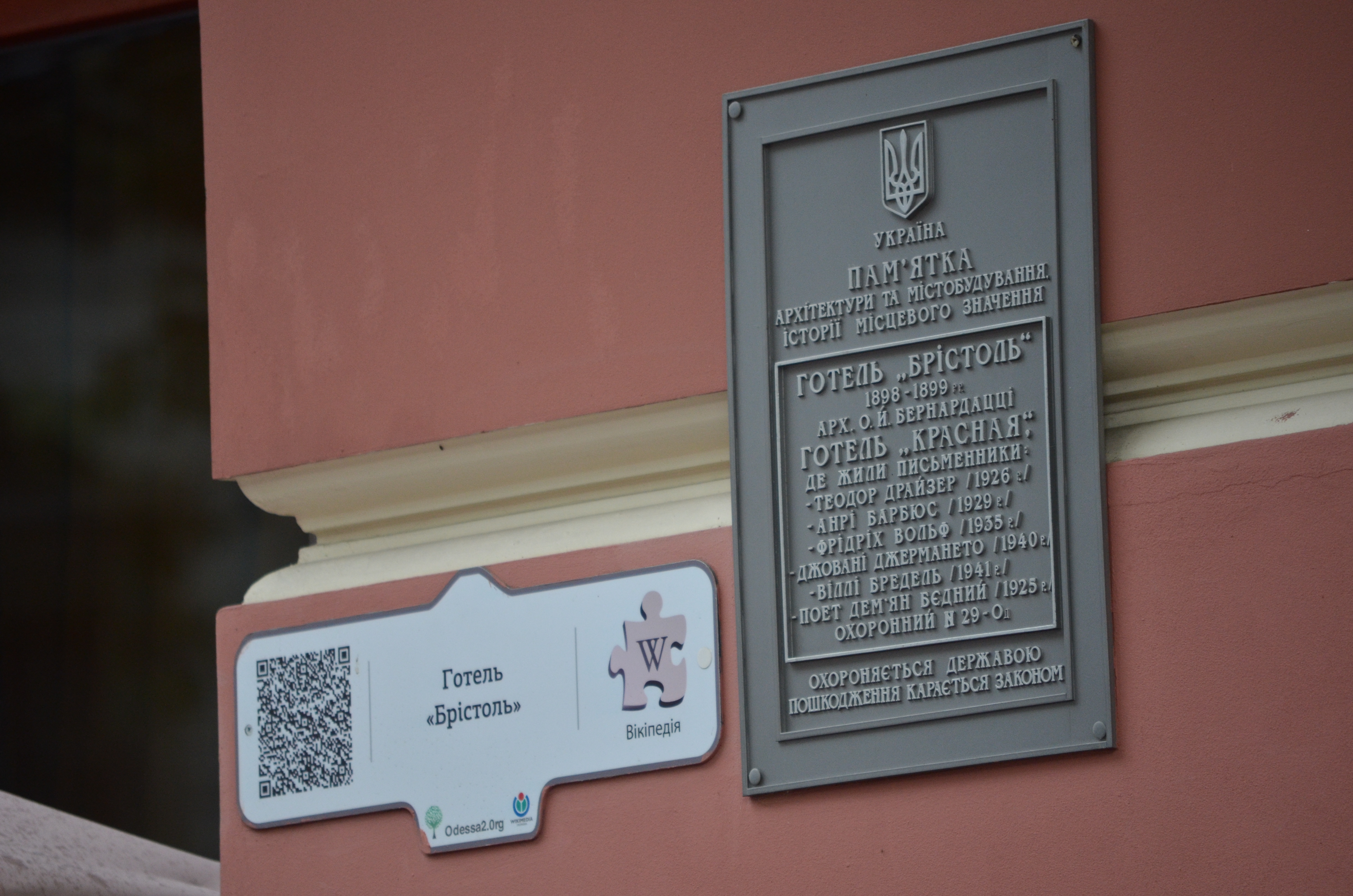
Код QRpedia на стіні готелю, 2014 рік.